# Osvaldo Lacerda
Osvaldo Costa de Lacerda (* 23. März 1927 in São Paulo; † 18. Juli 2011 ebenda) war ein brasilianischer Komponist und Musikpädagoge.

## Leben
Lacerda hatte neunjährig bei Ana Veloso de Rezende den ersten Klavierunterricht, den er später bei Maria dos Anjos Oliveira Rocha und José Kliass fortsetzte. Gesangsunterricht hatte er zwischen 1945 und 1947 bei Ernesto Kierski und zum Ende der 1940er Jahre bei Olga Urbany de Ivanow. Von 1952 bis 1962 war er Kompositionsschüler von Mozart Camargo Guarnieri. Als erster Brasilianer, der ein Guggenheim-Stipendium erhielt, setzte er ab 1963 sein Kompositionsstudium bei Vittorio Giannini und Aaron Copland in Tanglewood fort. Schließlich studierte er um 1980 Orchestration bei Roberto Schnorrenberg.
Bereits 1945 war Lacerda in seiner Heimatstadt Gründer der Mobilização Musical da Juventude Brasileira. 1948 gründete er die Sociedade Paulista de Arte, deren künstlerischer Leiter er bis 1955 war. 1961 war er Gründungsdirektor der Sociedade Pró Musica Brasileira (bis 1966). Im Jahr 1965 vertrat er Brasilien beim Inter-American Seminar of Composers
der Indiana University. Neben vielen anderen Preisen erhielt er 1968 den Ordem dos Musicos do Brasil. Außerdem war er u. a. Fellow der John Simon Guggenheim Memorial Foundation und Träger des Ordem dos Cavaleiros da Concórdia. Das kompositorische Werk Lacerdas umfasst u. a. Klavier- und Chorwerke, Lieder und Orchesterwerke. Außerdem veröffentlichte er mehrere Lehrbücher (Compendio de Teoria Elementar da Musica, Exercicios de Teoria Elementar da Musica, Curso Preparatorio de Solfejo e Ditado Musical, Regras de Grafia Musical), die an vielen Musikschulen Brasiliens und Portugals verwendet werden.